# Sutaremåla
Sutaremåla är en by i Vissefjärda socken i Emmaboda kommun, Kalmar län. Byn ligger ungefär 6 kilometer sydväst om Vissefjärda och i byn ligger en gård, Sutaremåla Gård.
I byn finns två småsjöar, Långgöl och Korsgöl.